# San Pablo (Zamboanga del Sur)
San Pablo (Bayan ng San Pablo) är en kommun i Filippinerna. Kommunen ligger på ön Mindanao, och tillhör provinsen Zamboanga del Sur. Folkmängden uppgår till 23 450 invånare.

## Barangayer
San Pablo är indelat i 28 barangayer.
| - Bag-ong Misamis - Bubual - Buton - Culasian - Daplayan - Kalilangan - Kapamanok - Kondum - Lumbayao - Mabuhay - Marcos Village - Miasin - Molansong - Pantad | - Pao - Payag - Poblacion (San Pablo) - Pongapong - Sacbulan - Sagasan - San Juan - Senior - Songgoy - Tandubuay - Taniapan - Ticala Island - Tubo-pait - Villakapa |